# Il Grande Terrore
Il Grande Terrore è un libro dello scrittore e storico britannico Robert Conquest, pubblicato nel 1968, che ha dato origine ad un'altra definizione del periodo già noto come la Grande purga. Il titolo originale e completo è The Great Terror: Stalin's Purge of the Thirties (il Grande Terrore: la purga di Stalin degli anni trenta). Una revisione del libro, dal titolo The Great Terror: A Reassessment, fu pubblicata nel 1990 dopo che Conquest fu in grado di perfezionare il testo a seguito della consultazione degli archivi sovietici appena aperti.
Il libro fu una delle prime opere in cui uno storico occidentale trattò la Grande purga in Unione Sovietica basandosi principalmente su informazioni del periodo 1956-1964, reperite sia attraverso testimonianze individuali che per canali ufficiali durante l'era di Khruščёv. Il libro espone i resoconti di emigrati ed esiliati russi ed ucraini risalenti agli anni trenta e analizza documenti ufficiali sovietici.

## La formazione di Conquest
Dopo gli studi universitari in storia all'università di Oxford, Conquest militò dal 1937 nel Partito Comunista di Gran Bretagna. Durante la seconda guerra mondiale si arruolò per la British Intelligence in Bulgaria e più tardi, disilluso del comunismo, per il Ministero degli Esteri in un programma che si opponeva alla propaganda e controinformazione sovietica.

## Contesto
La prima inchiesta critica sulla grande purga fu svolta nel 1937 dalla Commissione Dewey (Commission of Inquiry into the Charges Made against Leon Trotsky in the Moscow Trials), presieduta dal filosofo e pedagogista statunitense John Dewey, che pubblicò i suoi risultati in un libro di 422 pagine dal titolo Not Guilty (Non colpevole), chiamato così perché la commissione ritenne non colpevoli dei crimini loro imputati le molte persone che erano state accusate e condannate dal governo stalinista.
L'aspetto saliente de Il Grande Terrore fu l'ampliamento dell'analisi delle purghe oltre la vecchia visione ristretta dei Processi di Mosca contro i dirigenti comunisti caduti in disgrazia come Nikolaj Bucharin e Grigorij Zinov'ev. 
La questione se quei dirigenti - che avevano confessato numerosi crimini durante i processi, fossero realmente colpevoli - era diventata un argomento di discussione per molti scrittori occidentali e stimolò la pubblicazione di libri come 1984 di George Orwell e Buio a mezzogiorno di Arthur Koestler.
Conquest sostiene che i processi e le esecuzioni degli imputati sono stati solo dettagli minori delle purghe che, assieme alle carestie procurate deliberatamente, causarono venti milioni di morti stimati. Nella prefazione dell'edizione per i quarant'anni del libro, Conquest ha rivisto la sua stima a 13 - 15 milioni di vittime.

## Controversie e ostilità suscitate dal libro
La pubblicazione del libro avvenne al tempo della guerra del Vietnam, mentre andava diffondendosi un'ideologia di sinistra prevalente nelle Università occidentali e nei suoi circoli accademici e intellettuali: le reazioni furono quindi ostili al tempo del Sessantotto.

L'avversione alle tesi di Conquest fu originata da vari fattori: la disposizione mentale all'epoca era quella di negare o minimizzare le stragi. Conquest rifiutò di prendere per vera l'asserzione di Nikita Khrushchev, difesa allora da molti militanti di sinistra, che Stalin e le sue purghe fossero il risultato della personalità paranoica del tiranno, e quindi aberrazioni degli ideali della rivoluzione e contrari ai principi del Leninismo. Conquest ritenne piuttosto lo stalinismo - e la sua pratica di eliminazione di dissidenti, avversari politici o dei proprietari terrieri contrari alla collettivizzazione forzata dell'agricoltura - la conseguenza naturale del sistema coercitivo fondato da Lenin, sebbene concedesse che la personalità di Stalin abbia dato origine a particolari orrori alla fine degli anni trenta. Neal Ascherson ammise che il conformismo ideologico dell'epoca era tutto contro le tesi del libro: 
Il secondo fattore che suscitò ostilità fu l'aspra critica che Conquest rivolse agli intellettuali occidentali per la loro cecità e debolezza nei confronti dell'Unione Sovietica, sia negli anni trenta che negli anni sessanta, al momento della pubblicazione del libro. Personaggi come Beatrice e Sidney Webb, George Bernard Shaw, Jean-Paul Sartre, Walter Duranty, Sir Bernard Pares, Harold Laski, D. N. Pritt, Theodore Dreiser e Romain Rolland furono accusati di essere pupazzi di Stalin e apologisti del suo regime, a causa dei loro interventi volti a negare, scusare o giustificare i vari aspetti delle purghe. 
Inoltre, il commento di Conquest sul poeta John Cornford, morto nella guerra civile spagnola e considerato un eroe dagli intellettuali di sinistra britannici, che "grande intelligenza e sensibilità di spirito non sono di alcun aiuto dal momento che i fatti di una situazione sono dedotti da una teoria politica, e non viceversa" venne ampiamente diffuso e diede origine ad una nuova controversia.

## Interpretazioni critiche
Gli storici russi Alexander Nikolaevich Yakovlev e Dmitri Volkogonov sono d'accordo con le tesi di Conquest.
Lo storico marxista Eric Hobsbawm, mentre ritiene che il libro debba essere letto come un grande sforzo pionieristico, ha scritto che è "diventato inevitabilmente obsoleto come lettura dei terribili fatti che intende investigare" e che "non serve più".
All'opposto sta l'opinione di Kingsley Amis, secondo cui Conquest aveva l'intenzione di pubblicare la ristampa del 1990 del suo libro col titolo "Non ve l'avevo già detto, fottuti idioti?"

## Edizioni italiane
- Il Grande Terrore. Storia documentaria delle «purghe» staliniane degli anni Trenta, traduzione di Adriana Valori Piperno, Collezione Le Scie, Milano, Arnoldo Mondadori Editore, 1970,  p. 855.
- Il Grande Terrore. Gli anni in cui lo stalinismo sterminò milioni di persone. Nuova edizione riveduta e aggiornata, edizione italiana a cura di Paolo Dossena, Collana SuperBur Saggi, Milano, BUR, 1999-2006,  pp. 771, cap. 15, ISBN 978-88-17-25850-0. Collana La Storia · Le Storie, BUR, 2016, ISBN 978-88-170-8728-5.